# Muzilaginosum
Muzilaginosa (Einzahl Muzilaginosum, von lateinisch mucilagus ‚Schleim‘) oder Mucilaginosa remedia (lateinisch remedium ‚Heilmittel‘; Mehrzahl: remedia) sind naturheilkundlich eingesetzte schleimstoffhaltige Zubereitungen, zumeist auf pflanzlicher Basis. Die in ihnen enthaltenden  hydrophilen Polysaccharide bilden mit Wasser eine Gel-Schicht. Diese wirkt beruhigend bei einem Katarrh der Schleimhäute. Muzilaginosa werden in der Pflanzenheilkunde lokal vor allem im Mund-Rachen-Bereich und im Bereich der Atemwege eingesetzt. Schleimstoffe werden im Darm nicht resorbiert. Die Wirkung auf die Atemwege beruht vermutlich auf einer Hemmung des Parasympathikus im Bereich der Magenschleimhaut, die wiederum die Schleimsekretion in den Atemwegen verringert.
Im Mund-Rachen-Raum werden Isländisches Moos (Cetraria islandica), Usnea barbata und Leinsamen eingesetzt. Sie legen sich wie ein Schutzfilm über die Schleimhäute und lindern so die Reizungen.
Im Bereich der Atemwege werden vor allem Auszüge aus Echtem Eibisch (Althaea officinalis), Huflattich (Tussilago farfara) und die Blüten der Stockrose (Alcea rosea) verwendet. Sie sind Bestandteil vieler Erkältungstees. Zusätzlich werden als schleimhaltige Hustenmittel die Wilde Malve (Malva silvestris), der Spitzwegerich (Plantago lanceolata) und die Königskerzen (Verbascum thapsiforme, Verbascum densiflorum, Wollblume) eingesetzt.
Weitere Beispiele für Mucilaginosa sind Akaziengummi, Gummi arabicum, Quitten, Tubera Salep und Traganth als pflanzliche Schleimdrogen und Hydroxyethylcellulose (Handelsname Tylose) als synthetischer Schleimstoff.